# Nicea (Epiro)

Mapa con la ubicación aproximada de algunas de las principales ciudades del antiguo Epiro. Nicea estaba en la parte norte de Epiro.

Nicea (en griego, Νίκαια) fue una antigua ciudad griega en la región de Epiro.
Se ha deducido que pertenecía al koinón de los buliones, debido a testimonios epigráficos como una inscripción del siglo II a. C. y otra inscripción de manumisión de esclavos de época indeterminada hallada en el lugar donde parece que se encontraba la antigua ciudad.
Esteban de Bizancio la menciona como una ciudad de Iliria.
Se identifica con unos restos arqueológicos situados cerca de la actual población albanesa de Klos, donde se han hallado restos de fortificaciones que se han fechado en los siglos V y IV a. C.